# Roșiorii de Vede
Roșiorii de Vede – miasto w Rumunii (okręg Teleorman). Liczy 32 tys. mieszkańców (2006). 